# Per Noste
Per Noste és una associació fundada a Ortés el 1960 sota el nom de Per Nouste per tal de defensar i promocionar la llengua i la cultura occitanes de Gascunya. El seu president fundador fou Roger Lapassada. Entre els vint-i-sis membres fundadors figuraven Robèrt Darrigrand, Pierre Tucoo-Chala i Xavier Ravier. Se'ls uní Miquèu Grosclaude el 1965 i Gilabèrt Nariòo el 1970. L'associació publicà molt aviat llibres per a l'ensenyament de la llengua.

Fou secció departamental de l'IEO pels Pirineus Atlàntics fins al 2009. Va originar o ajudar el naixement de molts projectes (escola Calandreta, el grup Nadau, Ràdio País, Ostau Bearnés à Pau…)

## Activitat editorial

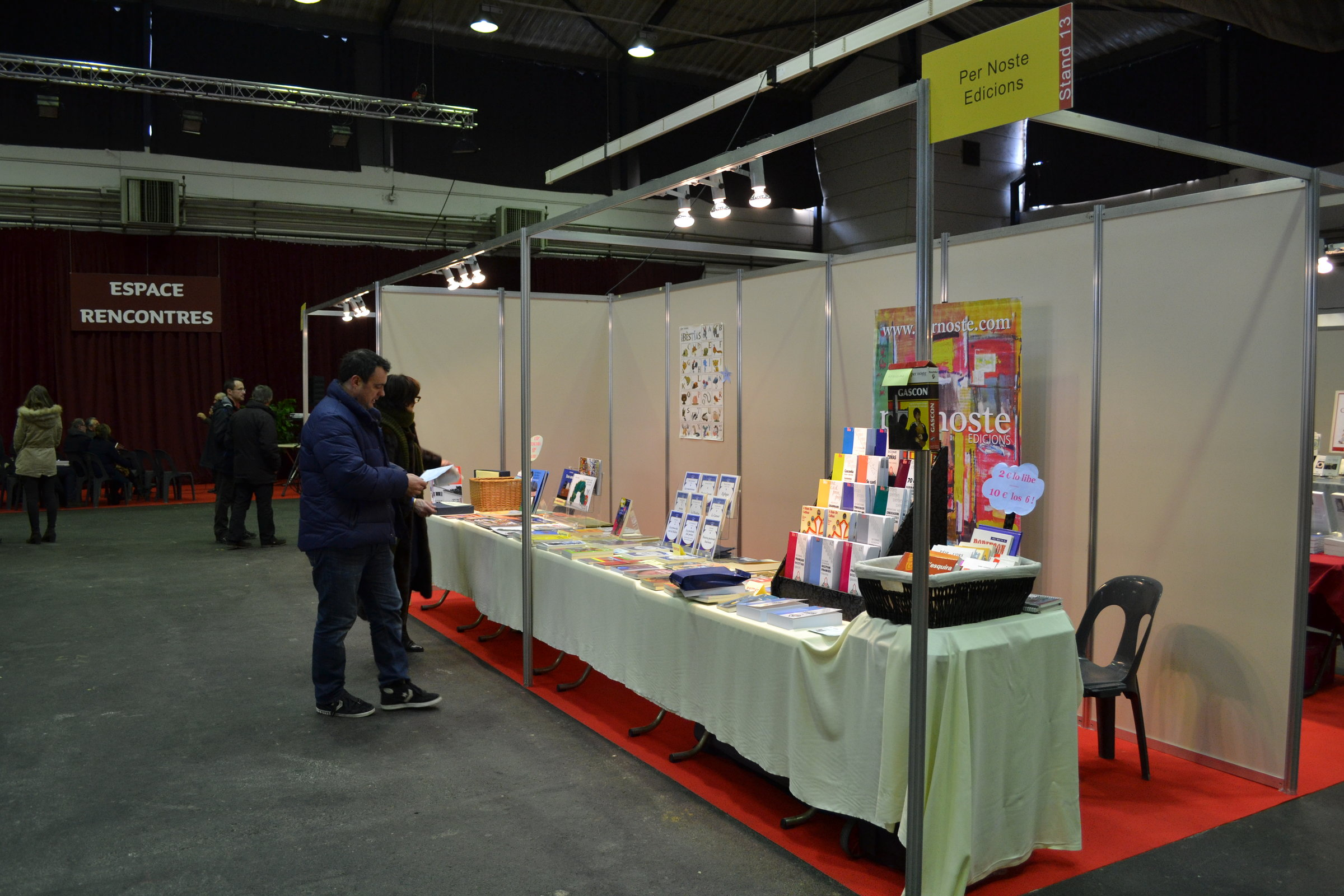
Estand de Per Noste al saló del llibre del Bearn del 2015.

El 1967, crea la revista Per Nouste, que es transforma en Per Noste el 1968, i després adopta el nom de País Gascons el 1979.
Es dedica especialment a l'edició de llibres en occità de Gascunya o sobre Gascunya.